# 터렐 앨빈 매크레이니
터렐 앨빈 매크레이니(영어: Tarell Alvin McCraney, 1980년 10월 17일 ~ )는 미국의 극작가이다. 영화 《문라이트》(2016)와 그 원작이 된 극 《달빛이 비칠 때 흑인 소년들은 파랗게 보인다》(In Moonlight Black Boys Look Blue)로 알려져 있다.